# Реакція Ріттера
Реакція Ріттера (англ. Ritter reaction) — 
- 1. Перетворення нітрилів під дією спиртів у аміди[1][2][3][4].
  - а) N-Гідро-N-алкіл-C-оксо-біприєднання

RCN (R'+OH)→ R-CO-NH-R
- - б) Ациламіно-де-гідроксилювання

R'OH (RCN)→ R-CO-NH-R
- 2. Взаємодія нітрилів з алкенами в сильнокислому середовищі з утворенням амідів.

Як RCN використовують також динітрили, ненасичені нітрили, ціангідрини альдегідів, тіоціанати.